# Myopathie atypique des équidés
La myopathie atypique des équidés, anciennement appelée myoglobinurie atypique des chevaux au pré, est une intoxication prairiale, souvent létale et pouvant affecter tous les équidés quelle que soit leur espèce, leur race, leur sexe et leur âge. Cette maladie se caractérise par une rhabdomyolyse aigüe. Elle est fréquemment mortelle et son évolution rapide : dans 75 % des cas, les équidés meurent dans les 72 heures.

## Étiologie
La myopathie atypique des équidés est due à l'ingestion de toxines dont hypoglycine A particulièrement présente à l'automne dans les samares et au printemps dans les plantules de certains arbres du genre Acer. En Europe c'est essentiellement l'érable sycomore (Acer speudoplatanus) qui est impliqué mais aux États Unis les cas sont le plus souvent associés à l'érable négundo (Acer negundo),.